# Factor de crecimiento
Los factores de crecimiento, también llamados factores tróficos, son un conjunto de sustancias, la mayoría de naturaleza proteica, que junto con las hormonas y los neurotransmisores desempeñan una importante función en la comunicación intercelular. La función principal de los factores de crecimiento es la del control externo del ciclo celular mediante el abandono de la quiescencia celular (G0) y la entrada de la célula en fase G1. El aumento del tamaño celular es estimulado al incrementarse la síntesis proteica.

## Historia
Rita Levi-Montalcini fue descubridora del primer factor de crecimiento conocido, el factor de crecimiento neuronal (NGF), por lo que fue laureada con el Premio Nobel de Medicina en 1986.

## Características
La función de los factores de crecimiento no solo es la de estimular la proliferación celular mediante la regulación del ciclo celular iniciando la mitosis, sino también el mantener la supervivencia celular, estimular la migración celular, la diferenciación celular e incluso la apoptosis.
La función de los factores de crecimiento está regulada por diferentes mecanismos que controlan la activación genética como:
1. La transcripción y traducción del gen del factor de crecimiento.
2. La modulación de emisión de señal por el receptor.
3. El control de la respuesta celular por moléculas con acción opuesta a la respuesta inicial.
4. Control extracelular por la disponibilidad del factor de crecimiento que es atrapado en la matriz extracelular.

Mediante estudios con cultivos celulares se descubrió que los factores de crecimiento son transportados por el suero. Son producidos por gran número de células y los requerimientos son muy variables entre diferentes células. Para que las células proliferen en un cultivo es necesario la existencia de suero que aporte los factores de crecimiento y las moléculas adhesivas como la fibronectina, vitronectina y nutritivas como lipoproteínas, transferrina, así como nutrientes: aminoácidos, iones, moléculas energéticas.

## Mecanismo de acción
Los factores de crecimiento son sintetizados por un gran número de células, como mediadores celulares ante diversos estímulos, como puede ser una lesión. No actúan como enzimas, sino como señales intercelulares de membrana celular. 
Su mecanismo de acción comienza al unirse a un receptor celular específico que activa a un segundo mensajero en el que interviene una proteína tirosina quinasa y desencadenando una transducción de señal al interior de la célula. Debido a este mecanismo, la acción de los factores en el lugar de la lesión continúa aunque hayan desaparecido los mismos del medio, ya que han activado el sistema de segundos mensajeros o de forma secuencial una escalera de moléculas. 
Los factores de crecimiento actúan de diversos modos sobre las células:
- Autocrino: La propia célula que produce el factor de crecimiento es autoestimulada por él, tras ser secretados y unirse con su receptores específicos.
- Paracrino: La célula produce factores de crecimiento que se une a receptores de células adyacentes.
- Endocrino: El factor de crecimiento es producido por determinadas células del cuerpo que actúa sobre otras células distantes, transportado generalmente por la sangre, como las hormonas.
- Yuxtacrino: Algunos factores de crecimiento permanecen unidos a la membrana de las células que los han sintetizado, desde donde pueden activar los receptores de otras células adyacentes.

Relación de factores de crecimiento y cáncer:
Las alteraciones genéticas de los factores de crecimiento se relacionan con frecuencia con el cáncer a través de diversos mecanismos como:
- Mutación de los genes que codifican los factores de crecimiento, transformándose en un oncogén, que aumenta la actividad del factor de crecimiento.
- Amplificación de los genes que codifican los receptores de membrana ( o citoplasmáticos) para un determinado factor de crecimiento.

### Tipos de factores de crecimiento
- Adrenomedulina (AM)
- Angiopoyetina (Ang)
- Factor de motilidad autocrina
- Proteína morfogenética ósea s (BMP)
- Familia de factor neurotrófico ciliar
  - Factor neurotrófico ciliar (CNTF)
  - Factor inhibidor de la leucemia (LIF)
  - Interleucina-6 (IL-6)
- Factor estimulante de colonias
  - Factor estimulante de colonias Macrófagos (M-CSF)
  - Factor estimulante de colonias de granulocitos (G-CSF)
  - Factor estimulante de colonias de granulocitos y macrófagos (GM-CSF)
- Factor de crecimiento epidérmico (EGF)
- Efrín
  - Efrín A1
  - Efrín A2
  - Efrín A3
  - Efrín A4
  - Efrín A5
  - Ephrin B1
  - Efrín B2
  - Ephrin B3
- Eritropoyetina (EPO)
- Factor de crecimiento de fibroblastos (FGF)
  - Factor de crecimiento de fibroblastos 1 (FGF1)
  -  Factor de crecimiento de fibroblastos 2 (FGF2)
  - Factor de crecimiento de fibroblastos 3 (FGF3)
  - Factor de crecimiento de fibroblastos 4 (FGF4)
  - Factor de crecimiento de fibroblastos 5 (FGF5)
  - Factor de crecimiento de fibroblastos 6 (FGF6)
  - Factor de crecimiento de fibroblastos 7 (FGF7)
  - Factor de crecimiento de fibroblastos 8 (FGF8)
  - Factor de crecimiento de fibroblastos 9 (FGF9)
  - Factor de crecimiento de fibroblastos 10 (FGF10)
  - Factor de crecimiento de fibroblastos 11 (FGF11)
  - Factor de crecimiento de fibroblastos 12 (FGF12)
  - Factor de crecimiento de fibroblastos 13 (FGF13)
  - Factor de crecimiento de fibroblastos 14 (FGF14)
  - Factor de crecimiento de fibroblastos 15 (FGF15)
  - Factor de crecimiento de fibroblastos 16 (FGF16)
  - Factor de crecimiento de fibroblastos 17 (FGF17)
  - Factor de crecimiento de fibroblastos 18 (FGF18)
  - Factor de crecimiento de fibroblastos 19 (FGF19)
  - Factor de crecimiento de fibroblastos 20 (FGF20)
  - Factor de crecimiento de fibroblastos 21 (FGF21)
  - Factor de crecimiento de fibroblastos 22 (FGF22)
  - Factor de crecimiento de fibroblastos 23 (FGF23)
- Somatotropina bovina fetal (FBS)
- Familia de ligandos GDNF
  - Factor neurotrófico derivado de la línea celular glial (GDNF)
  - Neurturin
  - persefina
  - Artemin
- Factor de diferenciación de crecimiento 9 (GDF9)
- Factor de crecimiento de hepatocitos (HGF)
- Factor de crecimiento derivado del hepatoma (HDGF)
- Insulina
- Factor de crecimiento similar a la insulina s
  - Factor de crecimiento insulínico tipo 1 (IGF-1)
  - Factor de crecimiento insulínico tipo 2 (IGF-2)
- Interleucinas
  - IL-1 - Cofactor para IL-3 e IL-6.  Activa las células T.
  - IL-2 - factor de crecimiento de células T.  Estimula la síntesis de IL-1.  Activa las células B y las células NK.
  - IL-3: estimula la producción de todas las células no linfoides.
  - IL-4: factor de crecimiento para células B activadas, células T en reposo y mastocitos.
  - IL-5: induce la diferenciación de células B activadas y eosinófilos.
  - IL-6 - Estimula la síntesis de Ig.  Factor de crecimiento de células plasmáticas.
  - IL-7 - Factor de crecimiento para células pre-B.
- Factor de crecimiento de queratinocitos (KGF)
- Factor estimulante de la migración (MSF)
- Proteína estimulante de macrófagos (MSP), también conocida como proteína similar al factor de crecimiento de hepatocitos (HGFLP)
- Miostatina (GDF-8)
- Neuregulin s
  - Neuregulin 1 (NRG1)
  - Neuregulin 2 (NRG2)
  - Neuregulin 3 (NRG3)
  - Neuregulin 4 (NRG4)
- Neurotropinas
  - factor neurotrófico derivado del cerebro (BDNF)
  - Factor de crecimiento nervioso (NGF)
  - Neurotropina-3 (NT-3)
  - Neurotropina-4 (NT-4)
- Factor de crecimiento placentario (PGF)
- Factor de crecimiento derivado de plaquetas (PDGF)
- Renalase (RNLS): factor de supervivencia antiapoptótico
- Factor de crecimiento de células T (TCGF)
- Trombopoyetina (TPO)
- Factor de crecimiento transformador
  - Factor de crecimiento transformante alfa (TGF-α)
  - Factor de crecimiento transformante beta (TGF-β)
- Factor de necrosis tumoral alfa (TNF-α)
- factor de crecimiento de células progenitoras (SCF)
- Factor de crecimiento endotelial vascular (VEGF)
- Vía de señalización Wnt

## Usos
En las dos últimas décadas los usos terapéuticos de los factores de crecimiento se han ido incrementando, actualmente usados en tratamiento de enfermedades hematológicas y oncológicas
como :

- Granulocitopenia
- Síndromes mielodisplásicos
- Leucemias
- Anemia aplásica
- Trasplantes de médula ósea

También son usados en la cosmética para la regeneración de la piel o para la caída del cabello.